# 이태우 (축구 선수)
이태우(1984년 1월 8일 ~ )는 대한민국의 축구 선수로서 포지션은 미드필더이다.